# VBM Freccia
El VBM (Veicolo Blindato Medio) Freccia es un vehículo blindado de combate medio desarrollado por el consorcio Iveco Fiat - OTO Melara,  basado en los bastidores del B1 Centauro desarrollados por dicho consorcio durante 1992-96. El primer prototipo del vehículo estaba listo hacia 1996.
El vehículo ha sido modificado para proporcionar mayor protección frente a armas antitanque, minas e IEDS. La disposición interior del Freccia ha sido optimizada para llevar a un equipo de ocho soldados, más el comandante del vehículo, un conductor y un artillero.
El primer VBM Freccia IFV fue entregado al Ejército italiano en febrero de 2009, en Cepolispe en Montelibretti, Roma. Es el primer vehículo digitalizado en entrar en servicio en el ejército italiano.

## Desarrollo
El desarrollo de un transporte blindado de personal derivado del B1 Centauro comenzó en 1996, a raíz de la necesidad de disponer de un medio blindado capaz de transportar un pelotón de infantería en el campo de batalla que sustituyera los antiguos M113 actualmente en dotación. El primer prototipo fue entregado en 2002 pero la producción empezó hacia finales del 2008. La finalización de las entregas se ha previsto en 2014, fecha en la cual deberían ser entregados un total de 249 vehículos en versiones de vehículo de combate de infantería, ambulancia, puesto mando, recuperación y porta mortero.

### Armamento

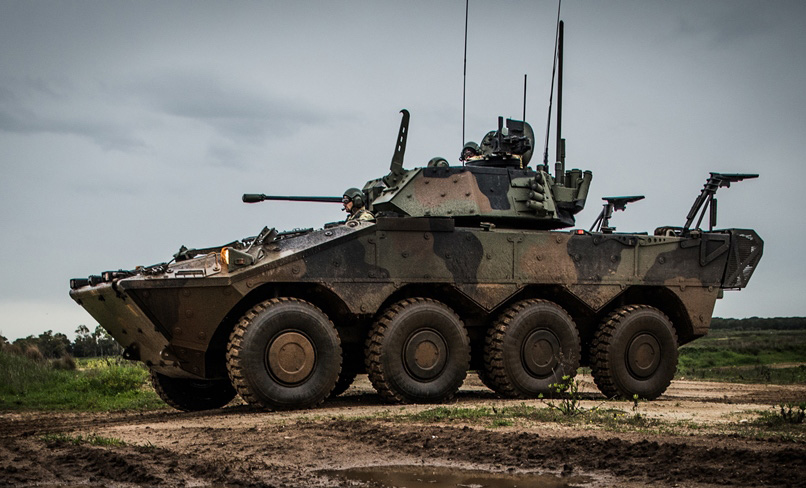
Un VBM Freccia italiano con un cañón Oerlikon KBA de 25 mm.

El Freccia incorpora la Hitfist Plus (una evolución de la utilizada en el vehículo de combate de infantería Dardo), equipada con un cañón automático Oerlikon KBA de 25 milímetros con una munición 2000 proyectiles y un par de ametralladoras Rheinmetall MG3 de 7,62 mm OTAN. El vehículo ofrece la posibilidad de ser armado con un par tubos lanzadores de misiles antitanque BGM-71 TOW o Spike ML/LR. El sistema de control de tiro es el mismo que para la versión estándar del Centauro a excepción del visor

### Blindaje y defensas

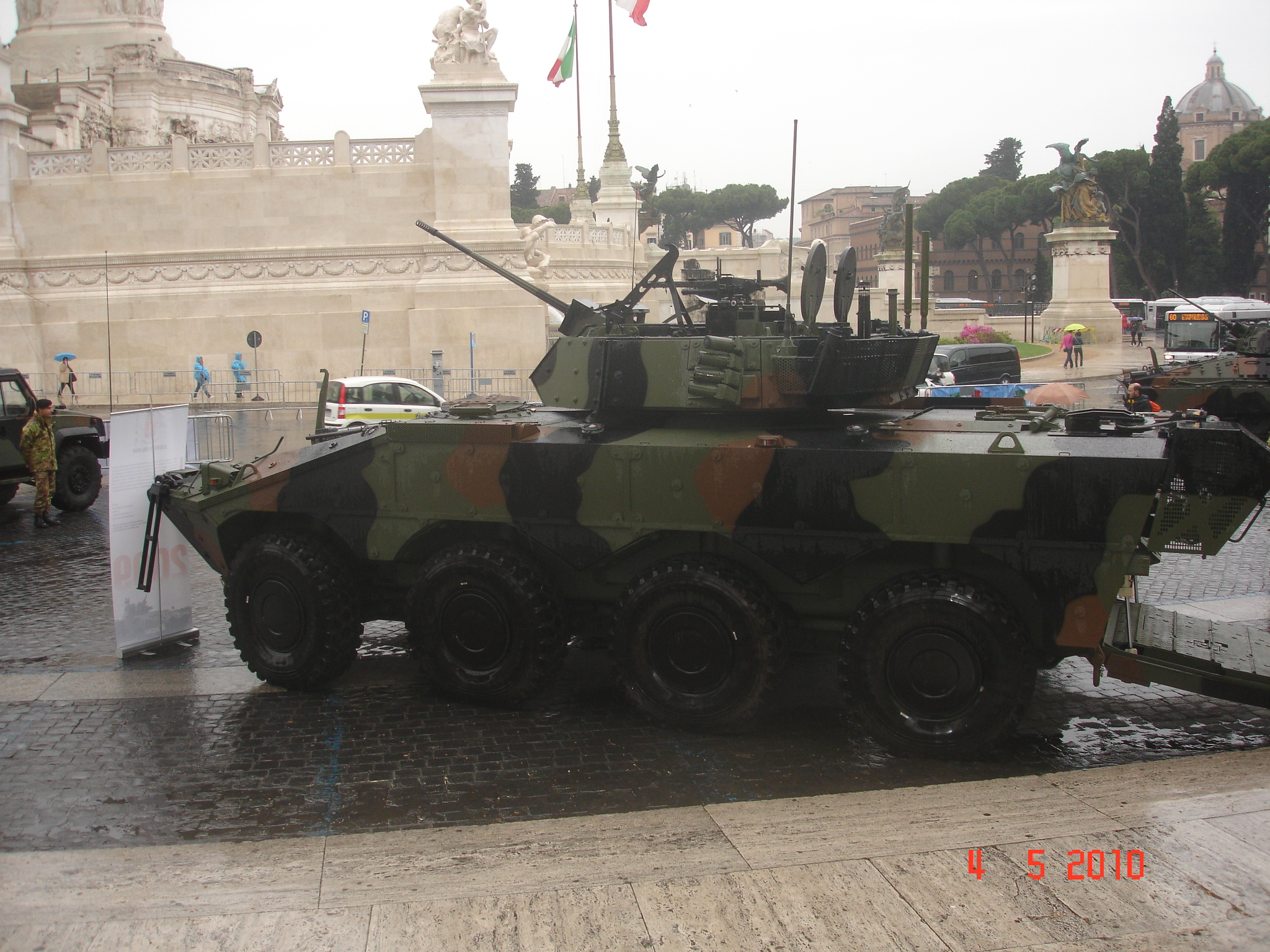
Vista trasera del Freccia

El blindaje del Freccia se ha aumentado para resistir proyectiles de hasta 30 mm y proyectiles anticarro de hasta 6 kg; también se ha incrementado la protección en los bajos del vehículo para soportar explosiones de artefactos anticarro de hasta 8 kg. Incorpora asimismo protección de NBQ y sistemas de supresión automática de fuego, así como ocho tubos lanzagranadas que únicamente disparan granadas de humo.

### Propulsión

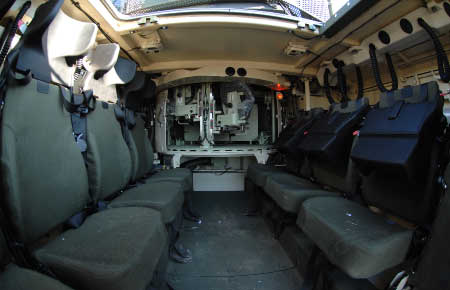
Vista del interior del Freccia

El Centauro está propulsado por un motor diésel turbo Iveco de 6 cilindros en V y postrefrigerado que desarrolla una potencia máxima de 550 CV (415 kW). El sistema de transmisión automático, diseñado por ZF Friedrichshafen, es manufacturado bajo licencia por Iveco Fiat y dispone de 5 marchas hacia adelante y 2 hacia atrás. El vehículo dispone de tracción total a las 8 ruedas, cada una con suspensión independiente, y además van equipadas con gomas sólidas internas contra pinchazos y sistema de inflado de ruedas central CTIS (Central Tyre Inflation System). El frenado es proporcionado por 8 discos de freno, y la dirección actúa por los ejes primero y segundo, participando también en el viraje el cuarto eje a velocidades bajas. 
Todo esto permite al Centauro alcanzar velocidades superiores a los 100 km/h sobre carretera, salvar pendientes del 60%, cruzar obstáculos verticales de hasta 45 centímetros y zanjas de hasta 1,5 metros de largo, vadear zonas de agua de hasta 1,2 metros de profundidad sin preparación y un radio de giro de 9 metros.

## Historia operacional
Italia ha enviado 18 unidades del Freccia a Afganistán.

## Usuarios

### Actuales
- Italia

249 vehículos, 172 vehículo de combate de infantería, 36 antitanque, 20 puesto de mando y 21 portamortero.

### Posibles
- Rusia

10 vehículos en evaluación para confirmar una compra de 2.500 unidades, construidas en Rusia en una Joint venture con Iveco.
- España

Es una de las propuestas para sustituir a los BMR y VEC, entre 350 a 500 unidades
- Colombia

Ofrecidos dentro del proceso de adquisición MBT

### Vehículos similares
- Pandur II
- Boxer MRAV
- MOWAG Piranha
- Patria AMV
- VBCI
- FNSS PARS
- BTR-90
- BTR-3
- BTR-4
- Stryker
- 8x8 Dragón